# Jundiaí do Sul
Jundiaí do Sul é um município do estado do Paraná, no Brasil. Localizado na Mesorregião do Norte Pioneiro Paranaense e na Microrregião de Jacarezinho. Distando a 361 km de Curitiba, capital do estado, com uma área de 320,816 km². Sua história começa em 1917 com os pioneiros, foi sede da Família Império Brasileira e hoje o município possui grande atividades na área da Agronomia e Pecuária.

## Topônimo

Do tupi: îundi'a, jundiá, e 'y, rio. Ambos os termos estão em relação genitiva, o que dá a ideia de origem, pertencimento, e enseja a inversão dos termos (conforme indicam as setas).

Conforme Eduardo Navarro, em seu Dicionário de Tupi Antigo (2013), Jundiaí: é de um termo de origem tupi que significa "rio dos jundiás (peixes)", através da junção de îundi'a + 'y (rio), formando uma relação genitiva.
"Jundiaí" é uma referência a um curso d'água do município, o Riacho do Jundiaí, e a palavra é um termo proveniente da língua tupi, que significa "rio dos jundiás", através da junção de îundi'a (jundiá, uma espécie de bagre) e  'y  (rio, água)". O complemento "do sul" serve para diferenciar o município do seu homônimo do estado de São Paulo: Jundiaí.

## História

### 1911: Indígenas
Antes da colonização, as terras que hoje corresponde a Jundiaí do Sul, eram habitadas por povos indígenas das tribos dos Caingangues, Coroados e Guaranis. O primeiro relato de indígenas nesta terras foi durante o ano de 1911, entre os muitos conflitos entre colonizadores e índios, o massacre de Santo Antônio da Platina-PR foi o que mais chamou atenção da imprensa nacional, esta área é entre o Rio Laranjinha e o Rio Cinzas, local este que corresponde hoje ao município de Jundiaí do Sul. Dentre os jornais que cobriram o massacres estão: O Paiz (10/7; 24/7; 27/7; 28/7), Do Amazonas (25/7), Jornal do Commercio (25/7), O Estado de São Paulo (18/7), Jornal do Brazil (s/d).

O jornal O Estado de São Paulo, referindo-se ao massacre dos kaingang (Caingangues) - no início confundido com kayoá -, diz:
O inquérito requerido por esta inspectoria, para apurar a responsabilidade da denúncia do massacre de índios cayuás, terminou pela denúncia de 14 bugreiros, pela promotoria pública. os ferozes algozes dos silvícolas, há três mezes, os perseguiram durante cinco dias, sem lograrem encontral-os. tendo-se exgottado a provisão de alimentos, regressaram a Santo Antônio da Platina. É gravíssima a situação dos índios caingangues que habitam as florestas comprehendidas entre os rios Cinzas e Laranjinha. Suas terras passaram a domínio particular, apesar da posse immemorial, como se fossem devolutas. os felizes proprietarios querem a ferro e fogo esbulhar os silvicolas de seus legitimos domínios. ... (O Estado de São Paulo, 1911).

### 1917: Colonização
Em 1917, Salvador Augusto de Castilho, caboclo desbravador de matas, e dois índios guaranis, Raimundo e Benedito, chegaram às terras onde hoje se localiza o Município, vindo de Santo Antônio da Platina, esses dois índios estavam em Santo Antônio da Platina porque haviam acompanhado o Sr. José Cândido Ferreira, funcionário da SPILTN (Serviço de Proteção aos Índios e Localização de Trabalhadores Nacionais), hoje é a atual FUNAI. Os pioneiros encontraram no local três tribos indígenas: os Caigangues, em maior número, e os Guaranis e Coroados, tribos menores.
Seriam ao todo uns 1.800 índios, estas etnias desapareceram após o inicio de colonização, pois o senhor José Cândido Ferreira os conduziu para São Jerônimo da Serra em 1924. O primeiro núcleo de brancos foi instalado em 1918, as margens do Rio Noite Negra (atualmente conhecido como Rio Galho Grande), no ano seguinte foi realizada a primeira Santa Missa celebrada pelo Frei Bellino Maria e construída uma estrada para dar acesso ao local.

### 1936: Vila São Francisco
A primeira denominação do povoado que começava a surgir foi de Vila São Francisco, a partir de 1936, nessa época o termo "Vila" era maior que distrito, nesse mesmo ano o proprietário da Fazenda São Francisco, João Francisco da Veiga, ex escravo que recebeu uma parcela de terras do Imperador Dom Pedro II  doou terras as para Mitra Diocesana de Jacarezinho e também para as novas famílias que chegaram ao patrimônio, que foi elevado a distrito. Em 1938 passa a ser denominado Jundhiay, referência a um rio nas cercanias. Ainda teria o nome de Cinzas em 1943, com o qual foi criado o munícipio em 1947, e depois passou para Rio das Cinzas e finalmente Jundiaí do Sul em 1956, com a Lei 2618 - 07 de Março de 1956 (Publicado no Diário Oficial no. 7 de 8 de Março de 1956).

### 1947: Emancipação
Criado pela Lei Estadual n°02 de 10 de outubro de 1947, foi instalado oficialmente em 5 de dezembro do mesmo ano, sendo desmembrado de Santo Antônio da Platina.

Na Lei 2 - 11 de Outubro de 1947 no Artigo 2º, publicado no Diário Oficial no. 205 de 1 de Novembro de 1947, está denotado a criação do município, então nomeado como "Cinzas":
V. CINZAS, com a mesma denominação e os limites seguintes: com o Município de Abatiá: começa na cabeceira do braço esquerdo, um dos formadores do Ribeirão Páu D'Alho, de onde desce até a sua confluência com o braço direito do mesmo Ribeirão; com o Município de Santo Antonio da Platina: começa na confluência dos braços esquerdo e direito formadores do Ribeirão Páu D'Alho. Vai em reta até a cabeceira do Ribeirão Bocaina, pelo qual desce até sua fóz no rio das Cinzas, sóbe êste rio até se defrontar com o espigão divisor das águas do Ribeirão Bonito e rio das Cinzas, abaixo da corredeira das quatro ilhas; com o Município de Joaquim Távora: do rio das Cinzas, defronte do espigão divisor do Ribeirão Bonito e rio das Cinzas sóbe por êste até a fóz do Ribeirão das Pedras; com o Município de Tomazina: começa na fóz do Ribeirão das Pedras no rio das Cinzas, sóbe o Ribeirão até encontrar a linha de divisa das fazendas Jaboticabal e Ribeirão Vermelho, de onde vai em reta até encontrar a linha norte-sul divisória dos Municípios de Ribeirão do Pinhal e Cinzas; com o Município de Ribeirão do Pinhal, da interseção da linha norte-sul divisória daquelas Municípios segue por essa até a cabeceira do braço esquerdo de um dos formadores do Ribeirão Páu D'Alho.
Na mesma Lei de criação do município no Artigo 09º., o Poder Executivo Estadual determinou que se no exercício de 1948 os municípios que não arrecadarem renda superior que Cr$ 120.000,00 (cento e vinte mil cruzeiros), seriam reduzido a situação anterior, no caso voltaria a ser Distrito.

Em 17 de outubro de 1947, o Governador do Paraná Moisés Lupion fez um discurso no Palácio Rio Branco, em Curitiba, para a instalação de novos 23 municípios, na qual incluía o de Jundiaí do Sul, Pedro Veiga analisa o discurso como:
"um vivo sinal do mais nobre sentimento paranista", "sinal de Um Novo Paraná!", "porque em seu seio se anima um movimento de grandeza e de progresso que os fez crescer [os municípios] até a independência; porque os seus homens estão cheios de espírito de fazer a grandeza de sua terra, e é a sua ação dominada do sentido público mais profundo (...)"58. Esse sentimento municipalista é uma das formas mais objetivas de civismo" [e] "revelação de que Um Novo Paraná começa como uma nova aurora" (...) "um marco do Novo Paraná que principia, a idade nova de nossa terra".
Jundiaí do Sul já teve pelo menos duas fases áureas: da exploração de madeira e da cultura do café e cereais. A abundância de madeira atraiu diversos empresários do setor, em pouco tempo transformaram Jundiaí do Sul no maior polo madeireiro da região, sendo esse apogeu na década de 1950, após o recuo das florestas e as constantes autuações da polícia florestal a cidade consequentemente avançou na agricultura, que impulsionou a economia local. A cidade então passa a ser cercada de grandes fazenda com colônias cheias, grandes comércios plenamente ativos em que a comunidade libanesa teve papel de destaque.
No fim dos anos 1950 até 1960, a sua prosperidade manteve se na agricultura. Em 16 de setembro de 1953 Frederico Albano o assassinou a tiros com um revolver o líder comunitário libanês Nicolau Chamma (1905-1953), trazendo assim consequências nefastas para a economia local. Porém com a seca de 1963, seguida de um grande incêndio que alastrou todo o estado.

### 1956 a 1965: Sede da Casa Imperial do Brasil
Por 12 anos, a partir da década de 1960, os Orléans e Bragança viveram sem grandes presunções políticas e aparições públicas, e por esta passagem, consta no brasão do município, uma coroa que representa o membro herdeiro de Dom Pedro por suas terras. O local ainda é visitado por historiadores que tem interesse em descobrir mais sobre a vida e passagem da família pelo Brasil.

Dom Pedro Henrique viveu no município no ano 1956 a 1965 na Fazenda Santa Maria

### 1970 a 1999: Finalização do Milênio
Em 1975 foi um ano de grande tragédia para a economia rural, pois ocorreu a Geada da neve, que provocou grandes impactos na agricultura, sobretudo na cafeicultura, provocando o estabelecimento definitivo da pecuária no munícipio. Contudo após a expansão da pecuária a população diminuiu, havendo grandes êxodos para centros maiores.
Jundiaí do Sul na década de 80 possuía grande foco na área do bordado e confecção da área têxtil, a cidade ficou e ainda é conhecida com a "Capital do Bordado".
Nos anos 80, o o Prefeito Municipal Francisco Mendes de Melo, lançou um projeto para a criação de Usina de Álcool de Jundiaí do Sul, para alavancar economia do município, porem o projeto fracassou por falta de união da classe politica, sendo esse o grande empecilho do desenvolvimento da cidade, sendo esse problema apontado pelos próprios munícipes.
Em 1989 mudou o senário rural da cidade, pois ocorreu a invasão da Fazenda São João do proprietário Sr. Matida, a invasão foram feitas por membros do MST, fazendo assim ocupação das terras. Sendo criado o Assentamento Matida em 23 de fevereiro de 1995.
Com o avanço do agronegócio municipal, na década de 90 a mecanização do campo, atraiu agricultores de outras localidades, principalmente das regiões vizinhas. Na gestão do Prefeito Municipal Valter Abras, foi elaborada e aprovada em 1990 a Lei Orgânica Municipal, que estipula regras do funcionamento da área da administração publica e dos poderes municipais de Jundiaí do Sul.

### 2000 ao tempos atuais: Avanço da cidade
Em 2000 através da Lei Municipal 125/2000, foi criado o Conselho Municipal de Defesa do Meio Ambiente (CONDEMA), na qual visa cuidar do meio natura municipal.
Fato que marcou a cidade na metade da década de 2000, foi que no dia 30 de dezembro de 2005, ocorreu um grande incêndio no Colégio Estadual Nicanor Bueno Mendes, sendo consumido pelas chamas. A Paróquia São Francisco de Assis, acolheu  no Salão Paroquial cerca de 300 alunos alunos do colégio até a reconstrução do espaço educacional, começando a reconstrução em 2006.
O Incra em 2018 no Governo Temer entregou o títulos de domínio do Assentamento Matida. Em 2022 no Governo Bolsonaro, os assentados recebem títulos de terras do Incra.

## Geografia

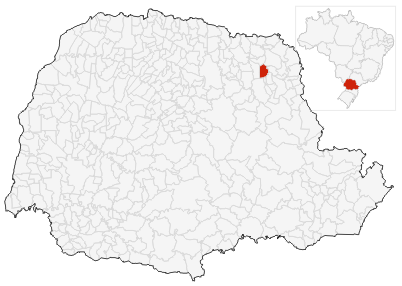
Mapa de localização do município

Possui uma área de 320,816 km², representando 0,161 por cento do estado, 0,0569 por cento da Região Sul do Brasil e 0,0038 por cento de todo o território brasileiro. Localiza-se a uma latitude 23°26'13" sul e a uma longitude 50°14'52" oeste, estando a uma altitude de 520 metros. Sua população, conforme estimativas do IBGE de 2020, era de 3.269 habitantes.

### Demografia
Todos os Censos Demográficos realizado pelo IBGE em Jundiaí do Sul:

#### Dados do Censo - 2010
População total: 3 433
- Urbana: 1 976
- Rural: 1 457
- Homens: 1 849
- Mulheres: 1 810

Índice de Desenvolvimento Humano (IDH-M): 0,688
- IDH-M Renda: 0,660
- IDH-M Longevidade: 0,817
- IDH-M Educação: 0,605

## Infraestrutura

### Saneamento
O serviço de abastecimento de água é feito pela Companhia de Saneamento do Paraná (SANEPAR).

### Comunicação
Na telefonia fixa a cidade era atendida pela Telepar, empresa privatizada em 1998.

## Educação
Jundiaí do Sul conta com os seguintes centros de educação:

### Educação infantil
- CMEI Nice Braga e Pré-Escolar José Augusto de Andrade[6]
- Pré-Escola José Augusto de Andrade

### Ensino Fundamental
- Escola Estadual Professor Luiz Petrini - Ensino Fundamental[36]
- Escola Municipal Vilma Vieira Pereira Marques - Ensino Fundamental[37]
- Escola Municipal Rural Maria Rute Conde - Ensino Fundamental

### Ensino Médio
- Colégio Estadual Nicanor Bueno Mendes - Ensino Médio[38]

### Ensino Especial
- Escola Estadual de Educação Especial Paulo Fogaça - Ensino Fundamental e Médio[39]

### Biblioteca
- Biblioteca Cidadã Professora Elza de Oliveira
- Departamento Municipal de Educação, Cultura, Esportes e Lazer

## Meios de Comunicação
Jundiaí do Sul não possui emissora de televisão e nem estação de rádio, mas conta com as seguintes ondas de TV e rádio que são as principais que cobre região:

### Rádio
- Rádio Vale do Sol FM, frequência 100.5 FM[40]
- Rádio Difusora Platinense, frequência 102.3 FM[40]
- Rádio Banda B Cambará, frequência 650 AM
- Rádio Educadora FM, 91.1 FM[40]

### Emissora de Televisão
- RPC (rede de televisão), canal 32 UHF
- RIC TV Record, canal 36 UHF
- TV Tarobá Londrina, canal 13 UHF
- Rede Massa, canal 23 UHF
- TV Novo Tempo, canal 33 UHF

## Economia

### Setor Primário
Com vocação estritamente agrícola sendo predominante o cultivo da Cana-de-açúcar, soja e o milho, encontra se concentração também pecuária.

### Setor Secundário
Em segundo lugar na economia do município fica o ramo empresarial, como as de grande, médio pequeno porte e MEI, bem como diversos regimes tributários, como Simples Nacional, Lucro Real e Presumido. Segundo dados de 2022, a cidade conta com 238 empresas ativas.
| Tipo               | Quantidade | Porcentagem |
| ------------------ | ---------- | ----------- |
| Pequeno Porte      | 05         | 2%          |
| Médio/Grande Porte | 46         | 19%         |
| MEI                | 117        | 49%         |
| Micro Empresa      | 187        | 79%         |

### Setor Terciário
O bordado chegou ao município por volta da década de 1980, vindo de Ibitinga (São Paulo), sendo montada em 1983 uma escola para ensinar essa arte. Dezesseis anos depois, surgiu a Associação das Bordadeiras de Jundiaí do Sul, com artesanatos comercializados em loja própria. A indústria ocupa pequeno espaço de sua economia.

## Religião
Segundo o senso do IBGE realizado em 2010, dá o seguinte dados sobre a religiosidade de Jundiaí do Sul:
| Denominação                       | Número de Pessoas | Porcentagem |
| --------------------------------- | ----------------- | ----------- |
| Igreja Católica Apostólica Romana | 2.731             | 84,08%      |
| Igrejas Protestantes              | 520               | 15,92%      |
| Outras                            | 0                 | 0%          |

### Igreja Católica Apostólica Romana
A cidade conta com a "Paróquia São Francisco de Assis", na qual a cidade tem como Padroeiro o Santo italiano, São Francisco de Assis, que é comemorando no dia 04 de outubro, sendo neste dia feriado municipal, e é pertencente a Diocese de Jacarezinho.
A fé Católica Apostólica Romana chegou junto com os colonizadores, a primeira Santa Missa foi Celebrada em 1919, pelo Sacerdote Frei Belino Maria de Treviso, que foi o primeiro Pároco de Siqueira Campos-PR. Em 1927 foi erguida a primeira Capela, feita de madeira e sape. No ano de 1932 foi feita uma Capela de madeira na qual foi edificada pelo Frei Henrique Treviso.
Em 28 de março de 1939 às 10h30, ocorreu o lançamento da Pedra Fundamental da Igreja Matriz (Paróquia São Francisco de Assis), a obra durou 17 meses e foi concluída em 4 de outubro de 1940, sob o comando do Frei Henrique Treviso, nesta época a Igreja construída foi considerada a melhor Igreja do Norte Pioneiro Paranaense.
Na década de 70, sob o comando do Pároco italiano Padre Luciano Maria Usai, após uma visita a gruta original na cidade de Lourdes na França, decidiu criar também uma gruta para a cidade. Os monumentos da construção foram erguidos todos com pedras naturais, além da Gruta de Nossa Senhora de Lurdes com a Santa Bernadette, há também a torre de Santa Bárbara, o Monte Calvário que é um montículo de pedras e no cume tem a imagem de Jesus Crucificado feito em escala humana.
Hoje na Igreja Matriz da Paróquia São Francisco de Assis estão sepultados dois Padres, dentre eles está Cônego Aluisio Orzulik que faleceu no dia 16 de dezembro de 1970, veterano da Primeira Guerra Mundial servindo como enfermeiro e motorista de ambulância no Exercito Austro-Húngaro. Outro é o Padre Luciano Maria Usai que faleceu no dia 11 de novembro de 1981, veterano da Guerra Civil Espanhola e da Segunda Guerra Mundial, na Segunda Grande Guerra serviu como Capelão Militar no Exercito Italiano, sendo altamente condecorado.
| Nº | Nome                               | Início | Fim      | Nacionalidade    |
| -- | ---------------------------------- | ------ | -------- | ---------------- |
| 01 | Carlos Weiss                       | 1950   | 1954     | Reino da Prússia |
| 02 | José Gomes Vieira                  | 1954   | 1957     | Brasil           |
| 03 | Teófilo Carlos Almazan             | 1957   | 1961     | Reino da Espanha |
| 04 | Júlio Hartmann                     | 1961   | 1964     | Brasil           |
| 05 | Aluisio Orzulik                    | 1964   | 1970     | Áustria-Hungria  |
| 06 | Luciano Maria Usai                 | 1970   | 1981     | Reino da Itália  |
| 07 | Nicolau Nejnzk                     | 1981   | 1984     | Brasil           |
| 08 | Wladislaw Obora                    | 1984   | 1992     | Polônia          |
| 09 | José Carlos da Silva               | 1992   | 1995     | Brasil           |
| 10 | José Orlando de Proença            | 1996   | 1997     | Brasil           |
| 11 | Tobias Ferreira Rosa               | 1997   | 2003     | Brasil           |
| 12 | Francisco Valberto Marinho Barreto | 2004   | 2005     | Brasil           |
| 13 | Delcino Rafael de Carvalho         | 2005   | 2006     | Brasil           |
| 14 | Ivan Néia                          | 2006   | 2011     | Brasil           |
| 15 | José Louriano Coutinho             | 2011   | 2019     | Brasil           |
| 16 | Rui Jorge da Rosa                  | 2019   | 2023     | Brasil           |
| 17 | Osvaldo José dos Santos            | 2023   | Presente | Brasil           |

| Comunidade | Bairro                    | Santo da Comunidade               |
| ---------- | ------------------------- | --------------------------------- |
| Urbana     | Centro                    | São Francisco de Assis            |
| Urbana     | Vila Rural Recanto do Sol | Nossa Senhora do Perpétuo Socorro |
| Urbana     | Conjunto Auersvald        | Santo Expedito                    |
| Urbana     | Conjunto Ozório           | Nossa Senhora Aparecida           |
| Rural      | Continhas                 | Nossa Senhora Aparecida           |
| Rural      | Ibiti                     | São Francisco de Assis            |
| Rural      | Maroto                    | São Francisco de Assis            |
| Rural      | Matida                    | São João Batista                  |
| Rural      | NangoVive                 | São Francisco de Assis            |
| Rural      | Pau D’Alho                | São Francisco de Assis            |
| Rural      | Santa Elizabete           | Santa Elizabeth                   |

### DenominaçõesProtestantes
Tal como a variedade cultural, a cidade apresenta diversas manifestações religiosas, atualmente é possível encontrar várias denominações protestantes, como por exemplo Assembleia de Deus, Igreja Presbiteriana do Brasil, Congregação Cristã no Brasil, que se iniciou em Santo Antônio da Platina cidade vizinha pelo missionário Louis Francescon em 1910; Igreja Metodista, dentre outras.

## Rodovias

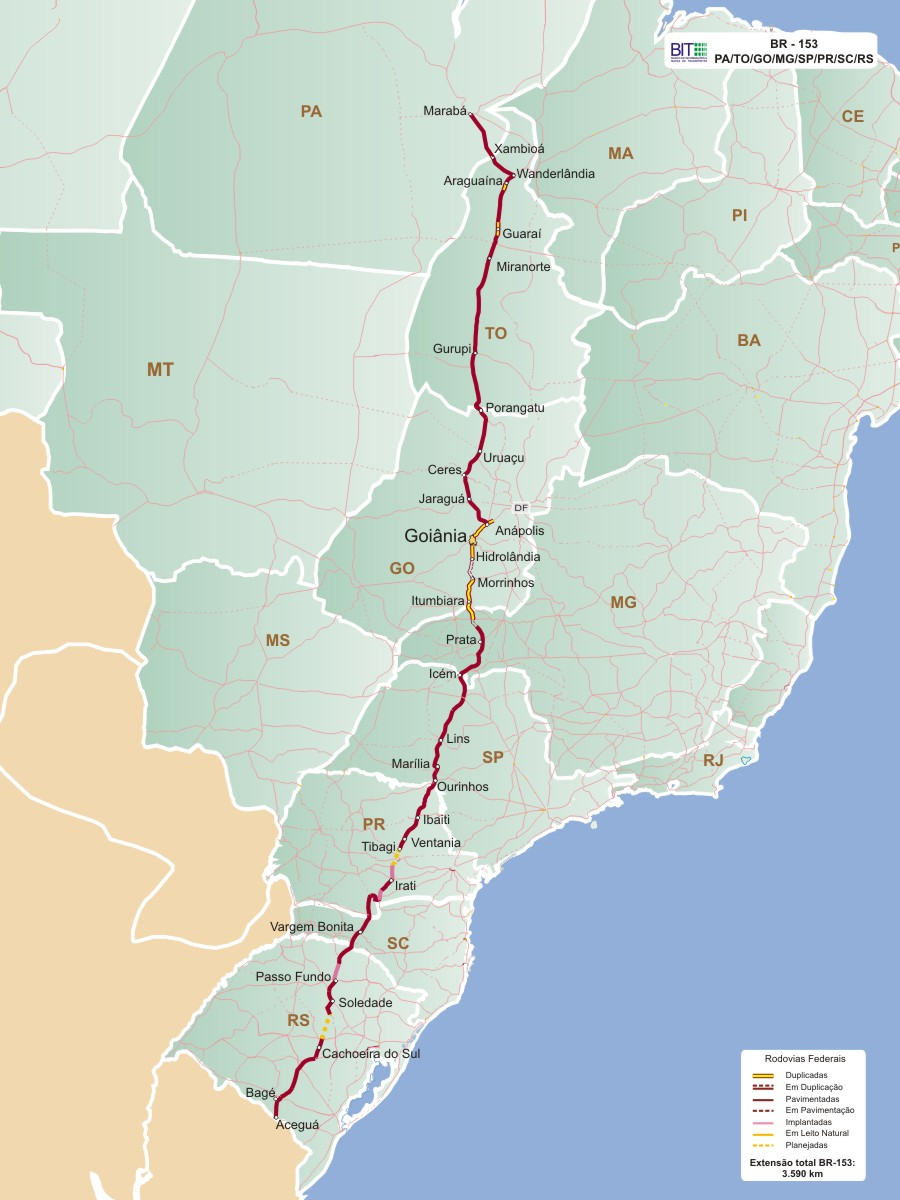
BR-153, que passa pelo munícipio

- BR-153, que passa pelo munícipio PR-218[61][62]
- BR-153

## Cultura

### Praça Pio X
Sendo o principal local de lazer do município, a Praça Pio X é uma das mais bonitas da região, o verde em contraste com a policromia das árvores da um ar a plácido a cidade, Praça essa pertencente a Paróquia São Francisco de Assis.

### Festa deSão Francisco de Assis
Jundiaí do Sul conta com uma grande festa anual, realizada em Outubro: a festa é promovida pela Paróquia São Francisco de Assis, com a ajuda da Organização Paroquial e da comunidade, na qual é realizado show, quermesse, almoço, cavalgadas, leilão de gado e a tradicional costela ao fogo de chão. Contando com movimentação de outas cidades e regiões, para participar do evento.

### Centro de Eventos
A cidade conta com um Centro de Eventos onde é realizadas festas da comunidade, possuindo amplo espaço, contando com um galpão de festas, área de caminhada, lago e playground.

### Rodeio - Exposul
O rodeio é a tradição do município, sendo sempre realizado com força dos agropecuaristas da cidade e do Poder Público Municipal. O rodeio normalmente era realizado nos terrenos das ruas, Ruas Nicanor Bueno Mentes e na Rua Edgar Bueno de Melo, sendo firmado em 2019 que o rodeio seria realizado no Centro de Eventos. Ainda no ano de 2019 através da Comissão do Rodeio e do Presidente da Comissão, Francisco Luiz Machado, foi definido que o nome oficial do rodeio seria "Exposul" e determinado a realização do rodeio anualmente.

## Natureza

### Fauna
Em agosto de 1986 a julho de 1988 por inciativa do Projeto "Levantamento da Fauna Entomológica no Estado do Paraná" (PROFAUPAR), foi contatado que em Jundiaí do Sul possui a maior variedade e equitabilidade de espécies de famílias de Coleoptera (Besouro), sendo a cidade do sul do Brasil com maior diversidade deste inseto no meio natural daquela época, possuindo a variedade de 64 famílias deste inseto. Para a analise foram utilizadas o sistema de armadilha malaise.
Em Jundiaí do Sul se encontra o inseto Bethylidae, sendo a maior abundância e riqueza de gêneros.

### Flora
Jundiaí do Sul é composto pela Floresta Estacional Semidecidual (Floresta Pluvial), é dividida e pré-estabelecidas em seis classes de uso, dentre elas estão: floresta (nativa), silvicultura (comércio madeireiro), lavoura (culturas anuais, perenes e semi-perenes), pastagem (pastagens, plantadas e naturais), água (nascentes, rios, ribeirão, riachos, córregos e lagos) e urbano (paisagismo urbano).

#### Hidrografia

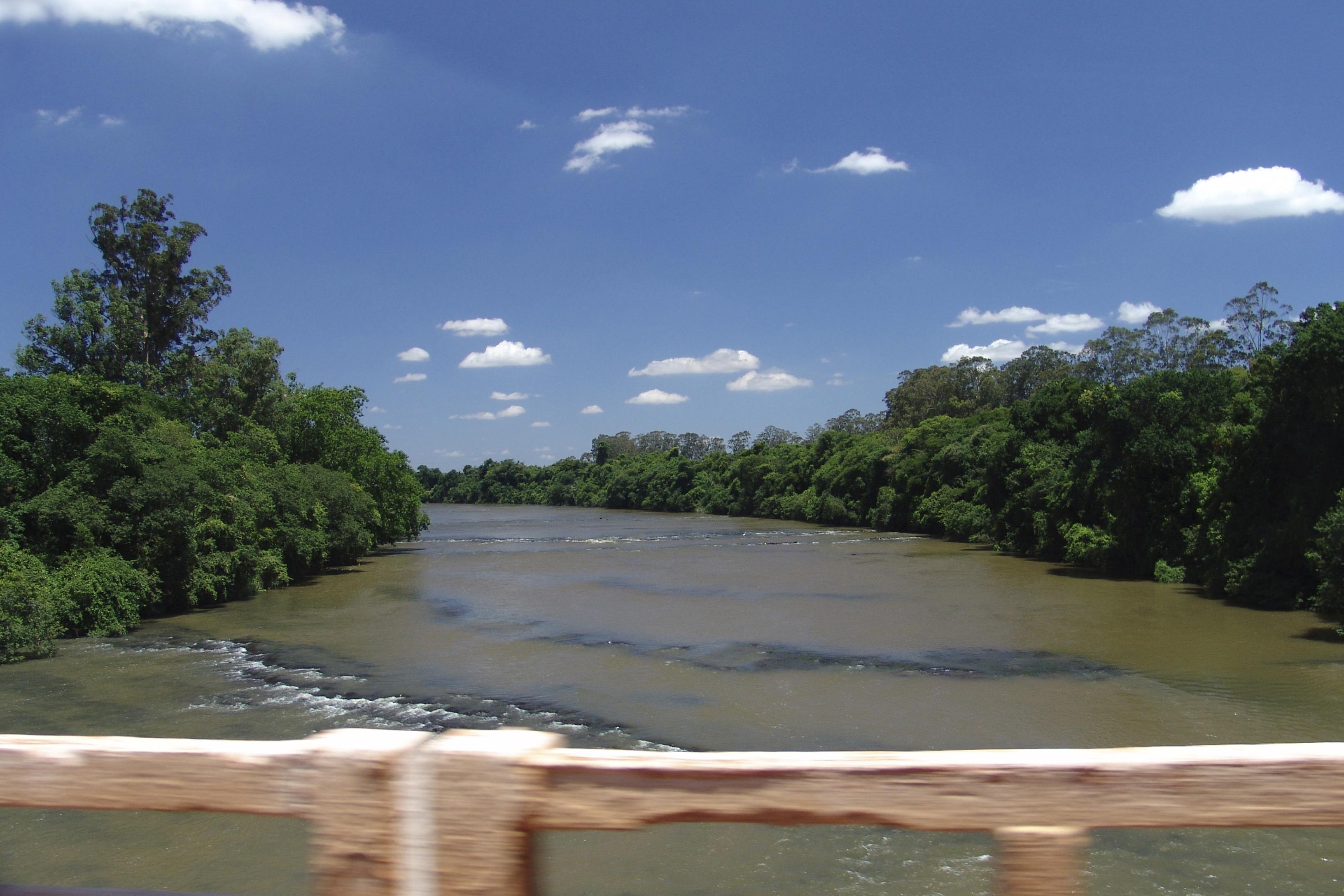
Rio das Cinz

O município é cortado pelo:
- Rio das CinzasRio das Cinz

É banhado também pelo:
- Ribeirão Jundiaí
- Ribeirão Noite Negra
- Ribeirão das Contas
- Ribeirão das Continhas
- Ribeirão das Pedras
- Ribeirão da Bocaina

## Política
O município de Jundiaí do Sul tem grande influência na política, possuindo grandes personalidades que esteve ligada a Jundiaí do Sul e com a política tanto municipal quanto no cenário estadual e federal.
- Newton Isaac da Silva Carneiro, mais conhecido como Dr. Newton Carneiro, ele foi Deputado Federal (1955-1959, 1960 e 1963-1967).[74] Morou em Jundiaí do Sul, foi proprietário da Fazenda Monte Verde, onde sua propriedade gera água ao município desde 1953.[75] Sendo grande intelectual e autor de várias obras literárias, além de ter sido presidente do Rotary Club e da Aliança Francesa de Curitiba.[76] É formado em direito e em 1945 foi Vice-Presidente da União Democrática Nacional (UDN) do Paraná, foi ainda Secretário Estadual de Educação e Cultura de 1952 a1953 e de Agricultura, Indústria e Comércio de 1953 a1954, no Governo de Bento Munhoz da Rocha (1951-1955). No exercício deste último cargo, presidiu a Comissão de Festejos do Centenário do Paraná e da Comissão Organizadora do Congresso Mundial do Café que foi realizado em 1953.[77]
- Dom Pedro Henrique de Orleans e Bragança então morador de Jundiaí do Sul e Chefe da Casa Imperial do Brasil, foi consultado pessoalmente pelos militares do Exercito Brasileiro em 1964 para a instauração da Monarquia no Brasil, fazendo assim um Contragolpe, porém Dom Pedro Henrique não aceitava a volta da monarquia através do autoritarismo e da violência. No dia primeiro de abril de 1964 ocorreu o Golpe Militar no Brasil.[78]
- Dom Luiz de Orleans e Bragança era filho de Dom Pedro Henrique de Orleans e Bragança e foi Chefe da Casa Imperial do Brasil de 1981 a 2022, Dom Luiz morou em Jundiaí do Sul juntamente com sua família. No Plebiscito no Brasil em 1993, na qual os brasileiros escoliam entre monarquia e república, e entre parlamentarismo e presidencialismo, sendo a república e o presidencialismo as vencedoras do plebiscito, caso a monarquia e o parlamentarismo ganhasse, Dom Luiz acenderia ao trono brasileiro e seria o Imperador do Brasil.[79]
- Francisco Mendes de Melo foi Deputado Estadual do Paraná compondo a Câmara dos Deputados na 46ª legislatura (1979 — 1983), anos depois foi prefeito em Jundiaí do Sul.[80] Foi casado com Edelcy Rosires Vieira Mendes de Melo, filha de Evelásio Vieira, Eveláso foi Vereador e Prefeito de Blumenau e Deputado Estadual da Assembleia Legislativa de Santa Catarina.[81]
- Joel Marciano Rauber, foi Presidente dos Correios do Brasil, sendo Ministro de Comunicações do Brasil na época e o então Ministro da Infraestrutura do Brasil, no dia 30 de dezembro de 1990 realizou a primeira ligação telefônica de um celular no Brasil, a ligação foi para Ozires Silva que estava no estado de São Paulo e Joel estava no estado fluminense.[82] Vindo para o interior do Paraná foi Prefeito de Jundiaí do Sul e é proprietária da Fazenda Ramal.[13]

## Poder Executivo Municipal

### Atual Administração - 2025 a 2028
- Prefeito: Paulo Roberto Pedro (PP)[83]
- Vice-Prefeito: Gleison de Souza Alves (PSD)[83]

### Lista de Prefeitos de Jundiaí do Sul[84]
| Nº | Prefeito                     | Partido  | Vice-Prefeito                                                     | Primeira-Dama                                     | Início Mandato | Fim do Mandato | Titularidade      |
| -- | ---------------------------- | -------- | ----------------------------------------------------------------- | ------------------------------------------------- | -------------- | -------------- | ----------------- |
| 01 | Sebastião Fogaça de Souza    | PSD      |                                                                   | Marcolina Fogaça de Souza                         | 1945           | 1947           | Prefeito Nomeado  |
| 02 | Osório Silveira Bueno        | UDN      | José Gica                                                         | Maria da Conceição Monteiro                       | 1948           | 1951           | Prefeito Eleito   |
| 03 | Nicanor Bueno Mendes         | UDN      |                                                                   | Benedita Corrêa Mendes                            | 1952           | 1955           | Prefeito Eleito   |
| 04 | Elzio Rodrigues dos Santos   | PSD      |                                                                   | Odette Parodi Rodrigues dos Santos                | 1956           | 1959           | Prefeito Eleito   |
| 05 | Eduy Gonçalves de Azevedo    | PTB      | José Thomaz Filho                                                 | Laura Veiga de Azevedo                            | 1959           | 1962           | Prefeito Eleito   |
| 06 | José Thomaz Filho            | UDN      | Cargo Vago                                                        | Dolores dos Reis Thomaz                           | 1962           | 1962           | Prefeito Interino |
| 07 | José Carvalho de Mello       | PTN      | Cargo Vago                                                        | Ana Rosa Carvalho de Melo                         | 1962           | 1962           | Prefeito Interino |
| 08 | Manoel Gonçalves de Oliveira | UDN      |                                                                   |                                                   | 1962           | 1962           | Prefeito Eleito   |
| 09 | Rolim Gonçalves              | PTB      |                                                                   | Haydée de Carvalho Melo                           | 1963           | 1969           | Prefeito Eleito   |
| 10 | Francisco Albano             | ARENA I  | Aristides Machado da Silva                                        | Mafalda Laurenti Albano                           | 1969           | 1971           | Prefeito Eleito   |
| 11 | Aristides Machado da Silva   | PTB      | Cargo Vago                                                        | Hilda Teixeira Machado                            | 1971           | 1972           | Prefeito Interino |
| 12 | Osório José dos Santos       | ARENA II | Cemiro Bruder                                                     |                                                   | 1973           | 1976           | Prefeito Eleito   |
| 13 | Rolim Gonçalves              | PTB      | Gabriel Mikael Chamma                                             | Haydée de Carvalho Melo                           | 1977           | 1983           | Prefeito Eleito   |
| 14 | Francisco Mendes de Melo     | PDS      | Osório José dos Santos                                            | Edelcy Rosires Vieira Mendes de Melo              | 1984           | 1986           | Prefeito Eleito   |
| 15 | Osório José dos Santos       | PDS      | Cargo Vago                                                        |                                                   | 1986           | 1987           | Prefeito Interino |
| 16 | Ederci Carlos das Neves      | PMDB     | Cargo Vago                                                        | Neuza Moraes Neves                                | 1987           | 1988           | Prefeito Interino |
| 17 | Valter Abras                 | PDT      | Átila Bueno Mendes                                                | Ana Maria Andrade Abras                           | 1989           | 1992           | Prefeito Eleito   |
| 18 | Pedro Marques da Silva       | PDS      | Aurélio Martiniano Gomes                                          | Antônia Fraga da Silva                            | 1993           | 1993           | Prefeito Eleito   |
| 19 | Aurélio Martiniano Gomes     | PFL      | Cargo Vago                                                        | Tereza Maria de Jesus Gomes                       | 1993           | 1996           | Prefeito Interino |
| 20 | Valter Abras                 | PDT      | Ana Maria Andrade Abras                                           | Ana Maria Andrade Abras                           | 1997           | 2000           | Prefeito Eleito   |
| 21 | Ederci Carlos das Neves      | PMDB     | Cargo Vago                                                        | Neuza Moraes Neves                                | 2001           | 2004           | Prefeito Interino |
| 22 | Joel Marciano Rauber         | PFL      | Eclair Rauen                                                      | Maria Anete Lima                                  | 2005           | 2008           | Prefeito Eleito   |
| 23 | Marcio Leandro da Silva      | PMDB     | Cargo Vago                                                        |                                                   | 2009           | 2010           | Prefeito Interino |
| 24 | Eclair Rauen                 | DEM      | Cargo Vago                                                        | Silvana Aparecida Domingues Rauen                 | 2011           | 2011           | Prefeito Interino |
| 25 | Valter Abras                 | PSDB     | Jair Sanches do Nascimento                                        | Ana Maria Andrade Abras                           | 2011           | 2011           | Prefeito Eleito   |
| 26 | Jair Sanches do Nascimento   | PR       | Izabela Arana Rodrigues Alves                                     | Lilianny Aparecida Pinto de Almeida do Nascimento | 2012           | 2012           | Prefeito Eleito   |
| 27 | Marcio Leandro da Silva      | PMDB     | Cargo Vago                                                        |                                                   | 2013           | 2014           | Prefeito Interino |
| 28 | Sebastião Egidio Leite       | PT       | Wander Fonseca                                                    | Miryan Aparecida Fernandes Leite                  | 2015           | 2016           | Prefeito Eleito   |
| 29 | Eclair Rauen                 | DEM      | Joel Barbosa Vieira (1º mandato) Paulo Roberto Pedro (2º mandato) | Silvana Aparecida Domingues Rauen                 | 2017           | 2024           | Prefeito Eleito   |
| 30 | Paulo Roberto Pedro          | PP       | Gleison de Souza Alves                                            |                                                   | 2025           | Presente       | Prefeito Eleito   |

| Data da Eleição | Prefeitos Eleitos            | Eleição     | Votos | Mandato      |
| --------------- | ---------------------------- | ----------- | ----- | ------------ |
| 16/11/1947      | Osório Silveira Bueno        | Suplementar | 347   | Completo     |
| 22/07/1951      | Nicanor Bueno Mendes         | Ordinária   | 517   | Completo     |
| 03/10/1955      | Elzio Rodrigues dos Santos   | Ordinária   | 569   | Completo     |
| 04/10/1959      | Eduy Gonçalves de Azevedo    | Ordinária   | 659   | Renunciou    |
| 07/10/1962      | Manoel Gonçalves de Oliveira | Suplementar | 704   | Completo     |
| 06/10/1963      | Rolim Gonçalves              | Ordinária   | 992   | Completo     |
| 15/11/1968      | Francisco Albano             | Ordinária   | 1.060 | Falecimento  |
| 15/11/1972      | Osório José dos Santos       | Ordinária   | 1.361 | Completo     |
| 15/11/1976      | Rolim Gonçalves              | Ordinária   | 1.409 | Completo     |
| 15/11/1982      | Francisco Mendes de Melo     | Ordinária   | 1.123 | Completo     |
| 15/11/1988      | Valter Abras                 | Ordinária   | 917   | Completo     |
| 03/10/1992      | Pedro Marques da Silva       | Ordinária   | 1.307 | Falecimento  |
| 03/10/1996      | Valter Abras                 | Ordinária   | 1.277 | Completo     |
| 01/10/2000      | Valter Abras                 | Ordinária   | 1.030 | Completo     |
| 03/10/2004      | Joel Marciano Rauber         | Ordinária   | 1.457 | Completo     |
| 05/10/2008      | Valter Abras                 | Ordinária   | 1.313 | Cassado      |
| 07/10/2012      | Jair Sanches do Nascimento   | Ordinária   | 1.152 | Cassado      |
| 07/12/2014      | Sebastião Egidio Leite       | Suplementar | 1.357 | Completo     |
| 02/10/2016      | Eclair Rauen                 | Ordinária   | 1.476 | Completo     |
| 15/11/2020      | Eclair Rauen                 | Ordinária   | 1.295 | Completo     |
| 06/10/2024      | Paulo Roberto Pedro          | Ordinária   | 1.891 | Em Exercício |

## Poder Legislativo Municipal

### Atual Legislatura - 2025 a 2028
- Presidente da Câmara de Vereadores: Wander Fonseca (PSD)

No ano de 1947 no dia 05 de dezembro, ocorreu a instalação da Câmara Municipal, e no mesmo ano foi realizada a primeira eleição municipal, teve como o primeiro presidente da câmara de vereadores da cidade, Edgar Bueno de Melo e Osório da Silveira Bueno (UDN) como primeiro prefeito eleito com 347 votos.
Na Lei 656 de 19 de julho de 1951, publicado no Diário Oficial no. 89 de 20 de Junho de 1951, sendo que a Assembleia Legislativa do Estado do Paraná determinou que o número de vereadores para a Câmara Municipal de Jundiaí do Sul será de 9 membros.
| Colocação | Nome                         | Votos | Partido |
| --------- | ---------------------------- | ----- | ------- |
| 01        | Sebastião Rodrigues da Silva | 76    | UDN     |
| 02        | José Francisco Leite         | 56    | UDN     |
| 03        | Henrique Wolf                | 50    | UDN     |
| 04        | Manoel Gonçalves de Oliveira | 48    | UDN     |
| 05        | João Domingues Bento         | 38    | UDN     |
| 06        | Aparecido Amantino Paes      | 31    | UDN     |
| 07        | Otavio Leme de Toledo        | 29    | UDN     |
| 08        | Edgar Bueno de Melo          | 13    | UDN     |
| 09        | João Batista da Silva        | 12    | UDN     |

### Lista de Presidentes da Câmara de Vereadores de Jundiaí do Sul[101][84]
| Nº | Nome                        | Início Mandato | Fim do Mandato | Partido |
| -- | --------------------------- | -------------- | -------------- | ------- |
| 01 | José Francisco Leite        | 1947           | 1949           | UDN     |
| 02 | Edgar Bueno de Mello        | 1950           | 1950           | UDN     |
| 03 | Aparecido Amantino Paes     | 1951           | 1951           | UDN     |
| 04 | Osório Silveira Bueno       | 1952           | 1952           | UDN     |
| 05 | Renato Bruder               | 1953           | 1953           | UDN     |
| 06 | Aparecido Amantino Paes     | 1954           | 1954           | UDN     |
| 07 | Eugenio Favaro              | 1955           | 1955           | PTN     |
| 08 | Álvaro Fraga de Avelar      | 1956           | 1956           | PSD     |
| 09 | Eduy Gonçalves de Azevedo   | 1957           | 1957           | PSD     |
| 10 | Euripedes de Oliveira       | 1958           | 1958           | PSD     |
| 11 | Luiz Petrine                | 1960           | 1962           | PSD     |
| 12 | José Thomaz Filho           | 1963           | 1963           | PSD     |
| 13 | Aristides Pereira Matos     | 1964           | 1964           | PTN     |
| 14 | Gabriel Mikael Chamma       | 1965           | 1965           | UDN     |
| 15 | Osmar Bueno de Mello        | 1966           | 1966           | PTB     |
| 16 | Gabriel Mikael Chamma       | 1967           | 1967           | ARENA   |
| 17 | João da Costa Carvalho      | 1968           | 1969           | ARENA   |
| 18 | Gabriel Mikael Chamma       | 1970           | 1970           | ARENA   |
| 19 | Attila Bueno Mendes         | 1971           | 1971           | ARENA   |
| 20 | Ricardo de Vicente          | 1972           | 1972           | ARENA   |
| 21 | João da Costa Carvalho      | 1973           | 1974           | ARENA   |
| 22 | Ederci Carlos das Neves     | 1975           | 1976           | ARENA   |
| 23 | João da Costa Carvalho      | 1977           | 1978           | ARENA   |
| 24 | Ederci Carlos das Neves     | 1979           | 1980           | ARENA   |
| 25 | João da Costa Carvalho      | 1981           | 1982           | ARENA   |
| 26 | Pedro Marques da Silva      | 1983           | 1984           | PDS     |
| 27 | Gerson Vieira               | 1985           | 1986           | PDS     |
| 28 | Ederci Carlos das Neves     | 1987           | 1987           | PDS     |
| 29 | Valter Abras                | 1988           | 1988           | PDS     |
| 30 | Plínio Alves de Camargo     | 1989           | 1990           | PFL     |
| 31 | Vicente Antonio da Silva    | 1991           | 1992           | PDT     |
| 32 | Jair Sanches do Nascimento  | 1993           | 1994           | PST     |
| 33 | Massamitsu Dionisio Miamoto | 1995           | 1996           | PDS     |
| 34 | Vicente Antonio da Silva    | 1997           | 1998           | PTB     |
| 35 | José Pereira                | 1999           | 2000           | PTB     |
| 36 | Eclair Rauen                | 2001           | 2002           | PRP     |
| 37 | Natalino Aparecido Leite    | 2003           | 2008           | PFL     |
| 38 | Paulo Roberto Rodrigues     | 2009           | 2010           | PSL     |
| 39 | Willian Virgílio            | 2011           | 2011           | PMDB    |
| 40 | Eclair Rauen                | 2011           | 2012           | DEM     |
| 41 | Marcio Leandro da Silva     | 2013           | 2013           | MDB     |
| 42 | Joel Barbosa Vieira         | 2013           | 2014           | PSC     |
| 43 | Valdir de Oliveira Marsal   | 2015           | 2020           | PSC     |
| 44 | Pedro Prestes               | 2021           | 2024           | PROS    |
| 45 | Wander Foseca               | 2025           | Presente       | PSD     |

## Símbolos Municipal

### Bandeira
Antes da bandeira que conhecemos entrar em uso, Jundiaí do Sul possuía outra bandeira que foi instituída pelo então prefeito Francisco Mendes de Melo, através da Lei Nº 517 assinada em 10 de novembro de 1985 e publicada no mesmo ano no dia 02 de dezembro.
A antiga bandeira possuía um fundo a cor amarela de fundo bem visível, os funcionários municipais adicionaram uma faixa horizontal azul forte que significa a base. No lado esquerdo dessa base erguia-se, duas colunas azul que representava a construção do progresso, no centro da bandeira eram dispostas duas mãos se entrelaçando, em um comprimento que representava a fraternidade e união e logo abaixo estava escrito Jundiaí do sul em cor branca em caixa alta.
A atual bandeira foi instituída no ano de 2005 pelo então prefeito municipal Joel Marciano Rauber. A bandeira no lado esquerdo possui um triângulo isósceles de cor vermelha, há duas faixas verde do lado de cima e de baixo e no meio cruza um faixa branca, no meio possui o brasão de armas do município.

### Brasão de Armas

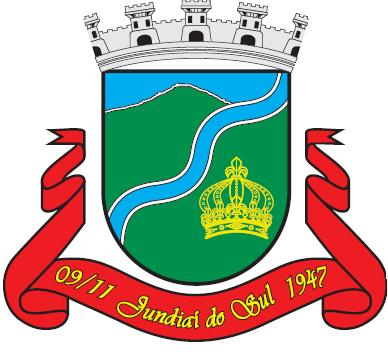
Brasão de Armas de Jundiaí do Sul (2005 - Presente)

O Brasão de Armas do município possui um escudo de forma portuguesa, esta disposto no escudo a serra do Monte Verde que é um marco natural da cidade, acima possui um céu azul claro, junto é o Rio Jundiaí com uma faixa azul clara com bordas brancas. O detalhe marcante no escudo é a coroa, que representa a passagem da Família Imperial Brasileira pelo município, só as cidades que foram sedes da Família Imperial Brasileira que podem usar a coroa em seus brasões de armas.
A cima do escudo, esta disposta uma Coroa Mural de cor prata com cinco torres, que representa que é um brasão de município.
Abaixo do escudo esta presente um Listel em vermelho, com as escrita "09/11 Jundiaí do Sul 1947" em amarelo, que é a data de fundação e o nome do município, as letras são do tipo Vivaldi.

## Hino Municipal de Jundiaí do Sul
Letra e Melodia é do José Cândido Ferreira. O hino retrata os principais marcos da cidade ao longo da história, ressaltando as características e o perfil municipal. A melodia do hino se compara ao estilo de uma Polca, tradicional na Região Sul do Brasil.

### Letra[104]
Quando os bravos desbravadores,
Romperam o grande sertão,
Erguendo o primeiro rancho,
Á margem de um ribeirão.
Plantaram então a semente,
De um ditoso lugar de labor,
Sob um céu maravilhoso,
Cresceu com paz e amor.
Refrão (2x)
Jundiaí do Sul, cidade altaneira,
És a primeira no meu coração,
A tua nobreza e beleza te enaltecem,
Tu engrandeces a nossa nação.
Tuas terras belas e férteis,
Que se fartam de cereais.
A pecuária que grande riqueza,
A natureza e o lazer que refaz.
Irmão sol, irmão rio, irmão índio,
Padroeiro Francisco de Assis,
Tua gente querida e ordeira,
Em teu seio vive feliz.
Refrão (2x)
Jundiaí do Sul, cidade altaneira,
És a primeira no meu coração,
A tua nobreza e beleza te enaltecem,
Tu engrandeces a nossa nação.